# Van de Veen Zeppenfeldstraat
Van de Veen Zeppenfeldstraat – miejscowość (plaats) i strefa (zone) w regionie Sint Nicolaas-Zuid w południowej części kraju autonomicznego Aruba, należącego do Holandii, w Ameryce Południowej. 1 stycznia 2020 r. liczyła 129 mieszkańców. Jest najmniejszą strefą w regionie. 

## Podział administracyjny
W skład strefy wchodzi jedna miejscowość:
- Van de Veen Zeppenfeldstraat

## Demografia
Strefa liczy 129 mieszkańców (1 stycznia 2020).
| Kobiety | Mężczyźni |
| ------- | --------- |
| 62      | 67        |